# 村富神社
村富神社（むらとみじんじゃ）は、神奈川県相模原市中央区矢部にある神社である。

## 歴史
- 寛文年間（1661年〜1672年）に相模屋助右衛門が新田開発祈願のために稲荷神社として創建される。
- 1673年（延宝元年）相模屋助右衛門によって上矢部新田村開村[注釈 1]
- 1806年（文化3年）相模原市指定有形民俗文化財である、獅子頭3体（剣獅子・玉獅子・巻獅子）が制作される。
- 1866年（慶応2年）伏見稲荷大社から勧請する。
- 1873年（明治6年）村社に列せられる。
- 1952年（昭和27年）村富稲荷から村富神社に改称。

## 境内

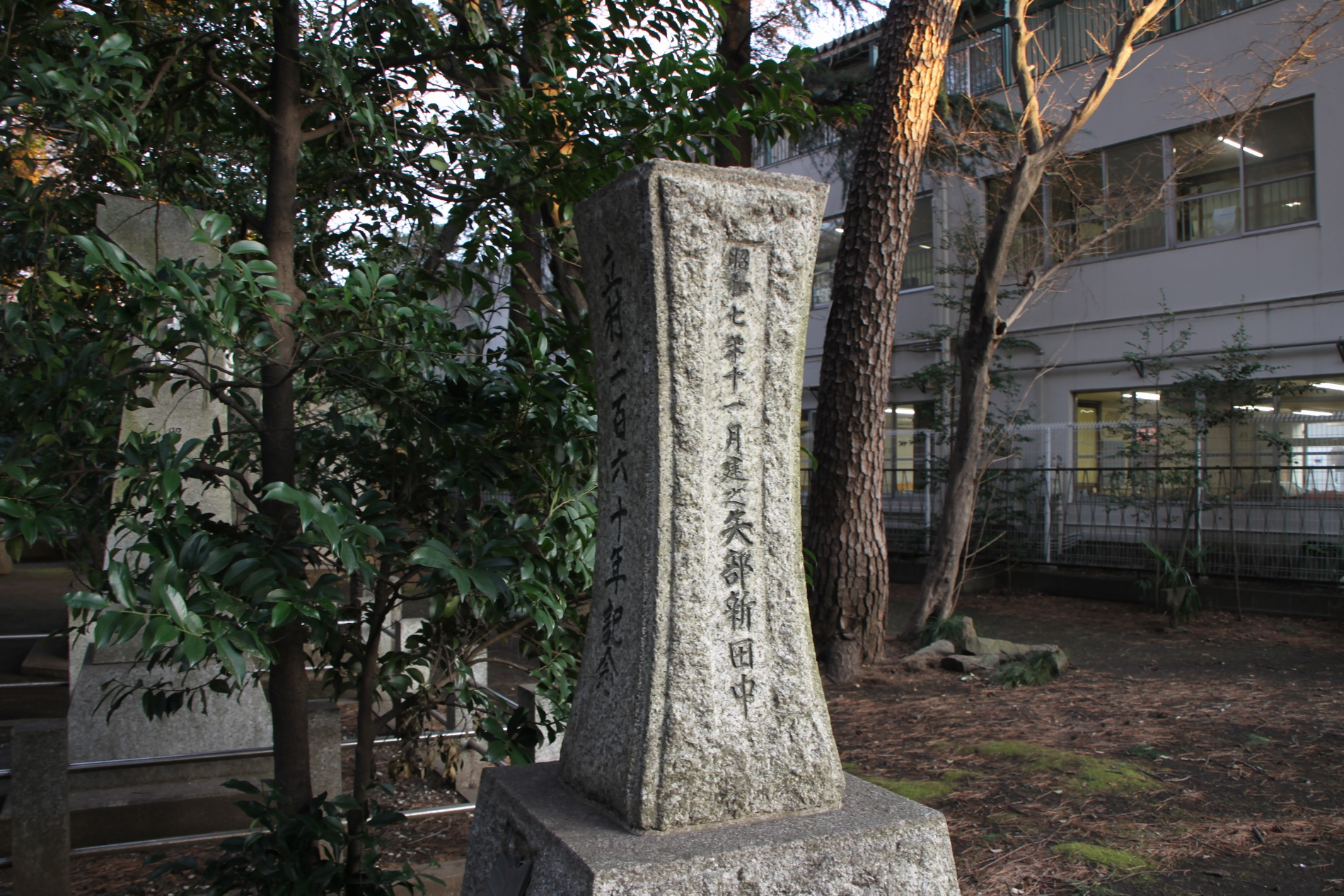
立村二百六十年記念碑
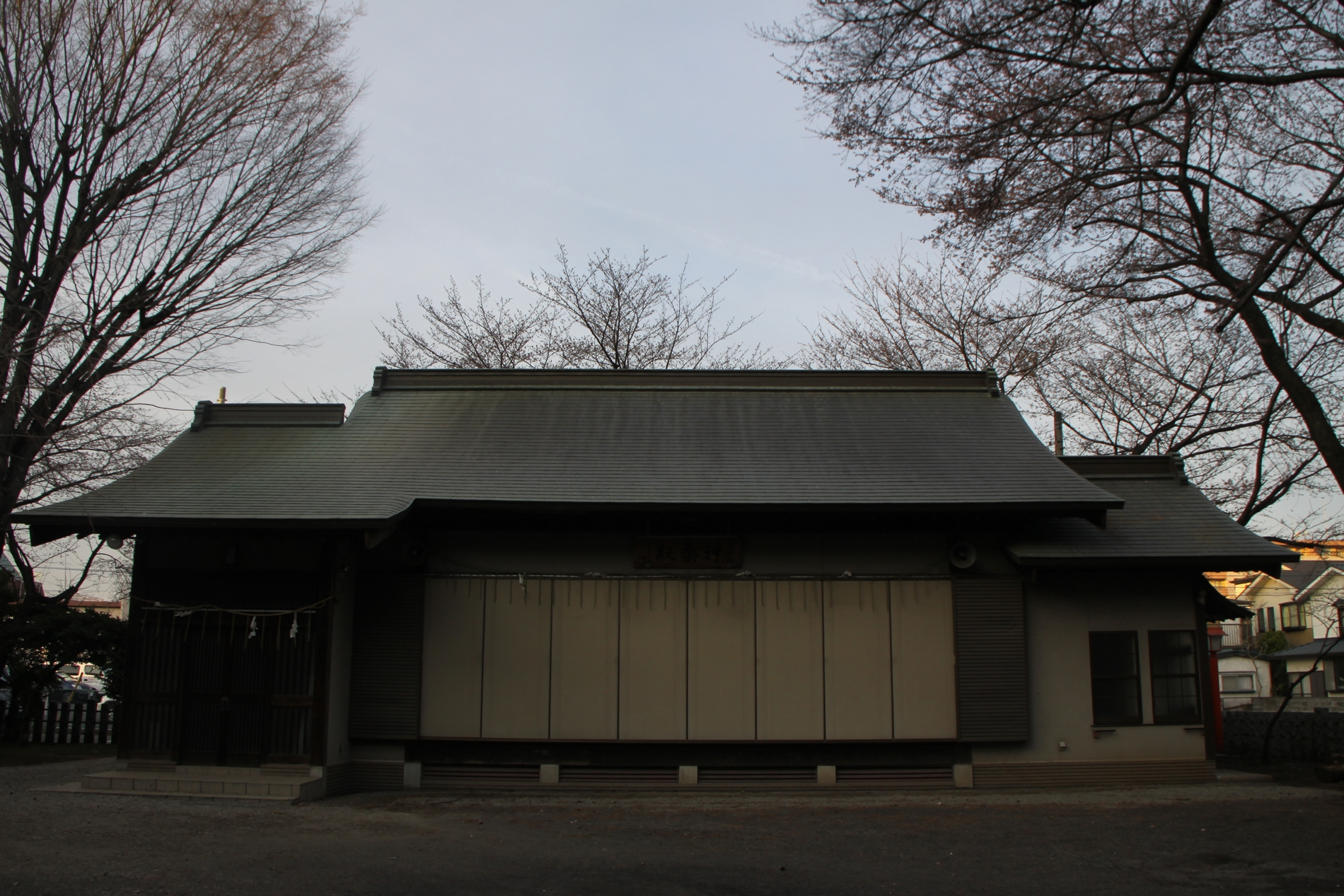
神楽殿
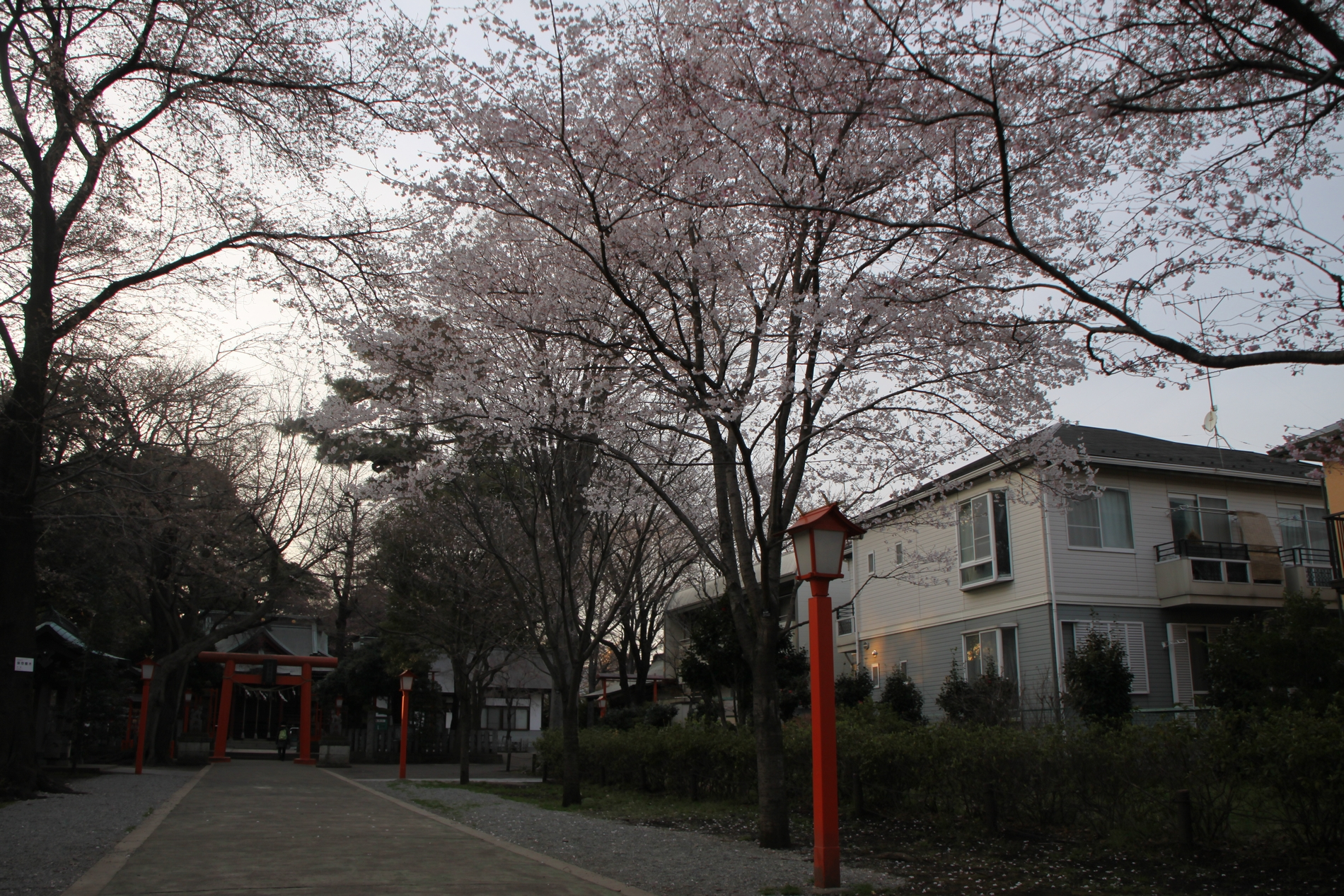
富山県の天然記念物であるコシノヒガンザクラが植えられている。

## 交通
- JR東日本横浜線：矢部駅